# Пам'ятник воїну-визволителю (Первомайськ Миколаївської області)
Па́м'ятник во́їну-визволи́телю — пам'ятник у місті Первомайськ Миколаївської області.
Створений за проектом архітектора Олени Попової подружжям миколаївських скульпторів Юрієм та Інною Макушиними.

## Опис
На двоступеневому постаменті з 29 різної форми блоків місцевого сірого граніту встановлено арку з нержавіючої сталі висотою 6.82 метри.
З арки виступає чотириметрової висоти бронзова фігура радянського воїна з автоматом на грудях. Перед ним, на нижній сходинці, фігура дівчини з гілочкою розквітлої яблуні в руках.
Вага обох фігур, виготовлених з бронзи, близько 10 тонн. Фігури з декількох частин відлиті на Чорноморському суднобудівному заводі в Миколаєві. Зварювання частин і шліфування відбувалось на Первомайському машинобудівному заводі імені 60-річчя СРСР.